# A Rocko epizódjainak listája
A Rocko című rajzfilmsorozat a Nickelodeon nevű rajzfilmcsatornán fut a világ számtalan országában. 1993 és 1996 között 52 epizódot készítettek. Főszereplője egy Ausztráliából áttelepült wallaby, aki az amerikai élet nehézségeivel küzd. Legjobb barátja egy ökör, Melák. Közös barátjuk, Filburt, a hipochonder teknős. Ők hárman számtalan bonyodalomba keverednek.
Egy epizód körülbelül fél órás, minden epizód két részből áll, köztük egy reklámszünettel. Az epizódok, a pilot kivételével, Los Angelesben, a San Fernando-völgyben készültek (az egy kivétel, a "Szemétőrület" című rész Saratogában).
| Évad | Évad        | Epizódok    | Szegmensek  | Eredeti vetítés      | Eredeti vetítés    | Eredeti adó |
| Évad | Évad        | Epizódok    | Szegmensek  | Első rész            | Utolsó rész        | Eredeti adó |
| ---- | ----------- | ----------- | ----------- | -------------------- | ------------------ | ----------- |
|      | Pilot       | Pilot       | Pilot       | 1992. október 29.    | 1992. október 29.  |             |
|      | 1           | 13          | 26          | 1993. szeptember 18. | 1994. január 2.    |             |
|      | 2           | 13          | 23          | 1994. szeptember 24. | 1995. március 12.  |             |
|      | 3           | 13          | 25          | 1995. október 22.    | 1996. április 21.  |             |
|      | 4           | 13          | 26          | 1996. július 8.      | 1996. november 24. |             |
|      | Ragaszkodás | Ragaszkodás | Ragaszkodás | 2019. augusztus 9.   | 2019. augusztus 9. |             |

## Első évad (1993)
|  | Alább a cselekmény részletei következnek! |

| Sor. | Év. | Cím                                                                                               | Rendező                                            | Író | Premier              |
| --- | --- | ------------------------------------------------------------------------------------------------- | -------------------------------------------------- | --- | -------------------- |
| 1. | 1.  | Mindenért meg kell küzdeni / Ki ad egy dollárt? (No Pain, No Gain / Who Gives a Buck)             | Timothy Berglund, Roger Chiasson & Don Spencer     | Vince Calandra, Martin Olson | 1993. november 14.   |
| Rocko és Melák, mivel erősen elhíztak, úgy döntenek, hogy fitness-stúdióba járnak. Ez azonban számos bonyodalomba keveri őket, főleg, mert Melák folyton csak enne, és viselkedésével érdekes helyzeteket idéz elő. Rocko hitelkártyát kap. Ennek rögtön hasznát is venné, mert lakása romokban hever, és kutyájának, Szafaládénak is új tálat kellene vennie. De a hitel nyújtotta csábításnak képtelen ellenállni, és mindent megvesz, amit meglát.                                                    |     |                                                                                                   |                                                    | |                      |
| 2. | 2.  | Békaugrás / Hálótársak (Leap Frogs / Bedfellows)                                                  | Doug Lawrence, Stephen Hillenburg                  | Vince Calandra, Nick Jennings & George Maestri                                                                                             | 1993. október 31.    |
| Nagyfejű Ed felesége, Bev bánatos amiatt, mert Ed már nem tekint rá vonzó nőként. Hogy jobban érezze magát, áthívja Rockót, hogy végezze el a ház körüli munkákat, közben megpróbálja "elcsábítani". Melák szobáját a szülei kiadják albérletbe, mivel alig jár haza. Mivel nincs hová mennie, beköltözik Rockóhoz, és ezzel fenekestől felfordítja a wallaby életét. |     |                                                                                                   |                                                    | |                      |
| 3. | 3.  | A repülőút / Koszos kutya (Jet Scream / Dirty Dog)                                                | Stephen Hillenburg, Doug Lawrence                  | Vince Calandra, Martin Olson | 1993. október 26.    |
| Rocko és Melák egy las vegasi repülőútra indulnak. Melák fél a repüléstől, de mikor megtudja, hogy finomságokat szolgálnak fel, belemegy a dologba. Azonban az út számos bonyodalommal jár. A Szafaládén élősködő Bolha és Gyűrűs a főszereplők. Miközben Rocko próbálkozik megfürdetni a víztől rettegő kutyáját, addig Bolha a főnökét várja vacsorára, és Gyűrűs segít neki a főzésben. |     |                                                                                                   |                                                    | |                      |
| 4. | 4.  | Nagyfejűék szintjét tartani kell / A vizsga (Keeping Up with the Bigheads / Skid Marks)           | Stephen Hillenburg, Doug Lawrence                  | Vince Calandra, Martin Olson | 1993. december 5.    |
| Nagyfejű úr a kertjét szépítgeti, de egy vad növény Rockóék elhanyagolt kertjéből tönkreteszi a virágait. Ezen feldühödve este 6 óráig adott haladékot Rockóéknak, hogy tegyék rendbe a házat, különben az építész unokaöccse lerombolja azt. Egy szökött bűnöző bujkál Rocko kocsijának csomagterében. Mivel nem volt az autón tanksapka, ezért kötelezik Rockót, hogy szerezze meg újra a jogosítványt.                                                                                                |     |                                                                                                   |                                                    | |                      |
| 5. | 5.  | Mit jelent a hatalom / A pokolba és vissza (Power Trip / To Heck and Back)                        | Stephen Hillenburg, Doug Lawrence                  | George Maestri, Martin Olson | 1993. december 19.   |
| Rocko főnöke, Mr. Szmötyi pár napra elutazik, és addig Rockóra bízza a képregényboltot. Rocko segédet keres, és megtalálja azt barátja, Filburt személyében. Azonban a bolt vezetése (és egy zöld gomb) miatt Rockón úrrá lesz a hatalomvágy. Melák mindenkire tekintet nélkül folyton csak eszik. De a torkán akad egy csirkecsont, és ettől meghal. Lelke a pokolba kerül, ahol a sötétség fejedelme, Őszibarack mutatja meg neki bűneit. Eközben Rocko igyekszik eltávolítani a torkán akadt csontot. |     |                                                                                                   |                                                    | |                      |
| 6. | 6.  | A jó, a rossz, és a wallaby / Szemétőrület (The Good, The Bad and the Wallaby / Thrash-O-Madness) | Jeff "Swampy" Marsh, Joe Murray & Timothy Berglund | George Maestri, Joe Murray | 1993. december 12.   |
| Rocko és Melák egy vadnyugati kiruccanás erejéig ellátogatnak Rocko bácsikájának farmjára. Míg Rocko vágya az, hogy cowboy módjára megüljön egy vad lovat és megtanuljon lasszózni, addig Melák a tanyasi szarvasmarhák közé vágyik. Megérkeznek Rocko utcájába a kukások, akik egyébként ritkán járnak. A sok kacatot nem lesz egyszerű eltüntetni, főleg, mert felbukkan a laboratóriumból szökött vadkutya, Earl is.                                                                                  |     |                                                                                                   |                                                    | |                      |
| 7. | 7.  | Papírgalacsinok / Pattogatott kukorica-zűrzavar (Spitballs / Popcorn Pandemonium)                 | Timothy Berglund, Jeff "Swampy" Marsh              | Vince Calandra, Martin Olson | 1993. december 26.   |
| Rocko és Melák a kertben baseball-oznak, de a labda átrepül Nagyfejűék kertjébe, ahol Ed megsemmisíti azt. Mivel az egy kabalalabda volt, így hát kimennek egy baseballmeccsre, hogy szerezzenek egy másikat. Rocko és Melák moziba mennek, de leginkább az előzetesekre kíváncsiak. Teremről teremre rohangálnak, hogy végül bejuthassanak a Halálos bűz 9 vetítésére. |     |                                                                                                   |                                                    | |                      |
| 8. | 8.  | Szivomatik szívbaj / Álláskeresőben (A Sucker for the Suck-O-Matic / Canned)                      | Stephen Hillenburg, Doug Lawrence                  | Joe Murray, Nick Jennings & George Maestri\|\| 1993. szeptember 18.                                                                        |                      |
| Rocko porszívója tönkremegy, de a házban hegyekben áll a piszok. Egy tévés hirdetés rábeszéli, hogy rendelje meg a Szivomatik nevű takarítógépet, mely kezdetben tényleg remekül működik, ám idővel elszabadul. Rockót elbocsátják, és miután több munkakörben is próbál elhelyezkedni, a Conglom-O nevű óriáscégnél próbál munkát találni. Ott azonban Nagyfejű úr terméktesztelőnek veszi fel. |     |                                                                                                   |                                                    | |                      |
| 9. | 9.  | Vásári tanulság / Homok a köldökben (Carnival Knowledge / Sand In Your Navel)                     | Timothy Berglund, Roger Chiasson                   | Vince Calandra, Joe Murray | 1993. szeptember 26. |
| Rocko és Melák vidámparkba mennek. Igyekeznek mindent kipróbálni, miközben Rocko azon van, hogy végre nyerjen valamit a játékokon. A rendkívüli meleg miatt Rocko és Szafi kimennek a tengerpartra hűsölni egy kicsit. |     |                                                                                                   |                                                    | |                      |
| 10. | 10. | Hétvége / Öblíts és köpj (Cabin Fever / Rinse & Spit)                                             | Stephen Hillenburg, Doug Lawrence                  | George Maestri, Mark O'Hare, Stephen Hillenburg & Joe Murray Vince Calandra, Joe Murray, George Maestri & Martin Olson\|\| 1994. január 2. |                      |
| Rocko és Melák egy kellemes téli hétvégét töltenének a hegyekben. De egy véletlen folytán Nagyfejűék is pont akkor mennek fel a házikóhoz. Aztán egy lavina maga alá temeti őket, és összezárva várják a fejleményeket. Filburt megkéri Rockót, hogy legyen a páciense a fogorvosi vizsgán. Rocko, mivel tartozik Filburtnek, belemegy a játékba, ami hamarosan komolyra fordul. |     |                                                                                                   |                                                    | |                      |
| 11. | 11. | Terülj, terülj / Infulencia (Rocko's Happy Sack / Flu-In-U-Enza)                                  | Timothy Berglund, Roger Chiasson                   | Ron Hauge & Joe Murray, Joe Murray & Nichole Poinski                                                                                       | 1993. október 10.    |
| Rockónak mindössze 3 dollárja maradt a hónap végére. Az újságban benne van egy hirdetés, miszerint a helyi szupermarketben délig 99%-os leértékelés van. Rocko díjbirkózásra szeretne menni Melákkal, de váratlanul lebetegszik. Gyógyulása meglehetősen érdekes módon megy végbe az orvosi rendelőben. |     |                                                                                                   |                                                    | |                      |
| 12. | 12. | Ki lesz vacsorára? / Szerelem verten (Who's for Dinner? / Love Spanked)                           | Doug Lawrence, Stephen Hillenburg                  | Vince Calandra & Ron Hauge, Joe Murray | 1993. október 3.     |
| Melák meghívja magukhoz Rockót vacsorára. Rocko megdöbbenve látja, hogy míg Melák egy ökör, addig a szülei farkasok. Mikor ezt szóvá teszi, kiderül, hogy Melák nem is tudott róla, és bánatában elindul megkeresni az igazi családját. Rocko reménytelenül szerelmes a szomszéd Melbába. Melák, hogy segítsen rajta, randevúkat szervez neki. |     |                                                                                                   |                                                    | |                      |
| 13. | 13. | Tiszta szerelem / Nagymosás (Clean Lovin / Unbalanced Load)                                       | Roger Chiasson, Timothy Berglund                   | Vince Calandra, Ron Hauge, Nick Jennings, George Maestri & Joe Murray Vince Calandra & Joe Murray                                          | 1993. október 24.    |
| Szafi megrögzötten szerelmes lesz egy felmosórongyba. Rocko mindent megpróbál, hogy megfékezze a beteges eltévelyedést, de nem nagyon sikerül neki. Rocko úgy dönt, hogy a rengeteg szennyest, ami összegyűlt nála, elviszi a mosodába. |     |                                                                                                   |                                                    | |                      |

## Második évad (1994)
|  | Alább a cselekmény részletei következnek! |

| Sor. | Év. | Cím                                                                                         | Rendező                      | Író                                                                                            | Premier              |
| --- | --- | ------------------------------------------------------------------------------------------- | ---------------------------- | ---------------------------------------------------------------------------------------------- | -------------------- |
| 14. | 1.  | Nekem nincs fiam (I Have No Son)                                                            | Ken Kessel & George Chialtas | Joe Murray & Martin Olson                                                                      | 1994. szeptember 24. |
| Rocko, Filburt, és Melák észreveszik, hogy kedvenc rajzfilmsorozatukat, a Hájfejűéket Nagyfejű Ralph készíti, akiről kiderül, hogy Nagyfejűék fia. Ám Ed valamiért haragszik a fiára, és nem akarja őt látni. Bev elküldi a srácokat Hallowoodba, hogy hozzák vissza a házassági évfordulójukra Ralphot, és hogy Ed is megbocsásson. |     |                                                                                             |                              |                                                                                                |                      |
| 15. | 2.  | Csőproblémák / Szerezzünk örömet Pinkynek (Pipe Dreames / Tickled Pinky)                    | Roy Meurin, Pete Michels     | George Maestri, Stephen Hillenburg & Mark O'Hare, Martin Olson                                 | 1994. október 8.     |
| Eldugul Rocko vécéje, és a szakember csak borsos árért vállalná el a tisztítást. Így Rockóék egyedül kezdenek neki a dugulás elhárításának, míg rájönnek a probléma okára: egy aranyhalra. Rocko vakbélgyulladással kerül kórházba. Míg a műtét közben altatják, fura álma lesz, melyben a vakbele életre kel, és különféle kívánságokkal áll elő. |     |                                                                                             |                              |                                                                                                |                      |
| 16. | 3.  | A bárénekes / A zseniális Bev (The Lounge Singer / She's The Toad)                          | George Chialtas, Alan Smart  | George Maestri, Vince Calandra & Martin Olson                                                  | 1994. október 9.     |
| Rocko észreveszi, hogy Filburt milyen jól énekel. Bátorítja, hogy lépjen fel bárokban. Bár Filburt nem szeretné, végül mégis belemegy, és ezzel elindul a karrierje. Nagyfejű Ednek ki kell dolgoznia a Conglom-O-nál egy javaslatot, de képtelen megcsinálni, és ebbe belebetegszik. Így hát Bev írja meg helyette, aminek pozitív következményei lesznek. |     |                                                                                             |                              |                                                                                                |                      |
| 17. | 4.  | Kutyagondok / Meggondolatlan utazás (Down the Hatch / Road Rash)                            | Howy Parkins, Pete Michels   | Martin Olson, George Maestri & Joe Murray                                                      | 1994. október 23.    |
| Szafi lenyel egy Hájfejűék sajtvitamin-tablettát, amit nem lett volna szabad, mert felrobbanhat tőle. A szervezetébe kerülve az ott élő élősködők totemként kezdik el tisztelni, amiből Bolha és Gyűrűs hasznot akarnak húzni, nem sejtve, hogy a tabletta halálos. Rocko és Melák meg akarják nézni a lerombolásra ítéltetett Flamand-sziklát és még sok más látványosságot, így hát országjáró túrára indulnak, melynek során találkoznak egy motoros bandával. |     |                                                                                             |                              |                                                                                                |                      |
| 18. | 5.  | TV-rémség / Közlekedésre ítélve (Boob Tubed / Commuted Sentence)                            | Alan Smart, George Chialtas  | Martin Olson, Tim Hill & Joe Murray                                                            | 1994. november 6.    |
| Rocko új tévét akar venni, de véletlenül egy komplett házimozi-rendszert vesz. Az óriási készüléknek végül Melák lesz a rabja, aki olyan közel ül a képernyőhöz, hogy az beszippantja az agyát. Egy apró malőr miatt beviszik Rocko autóját a telepre, így nem tud dolgozni járni. Pénz nélkül viszont nem tudná kiváltani a kocsiját, így tömegközlekedést használ, hogy eljusson a munkahelyére, különben Mr. Szmötyi kirúgja.                                  |     |                                                                                             |                              |                                                                                                |                      |
| 19. | 6.  | Rocko modern karácsonya (Rocko's Modern Christmas!: Can't Squeeze Cheer from a Cheese Log!) | Pete Michels & Howy Parkins  | Martin Olson, Doug Lawrence, Joe Murray, Tim Hill & Robert McNally-Scull                       | 1994. december 1.    |
| Karácsony van O-városban, de mint eddig minden évben, idén sem esik a hó. Rocko új szomszédai manók, akiket meg is hív az egész város számára szervezett karácsonyi bulijára. Ám Nagyfejű Ednek nem tetszenek a manók, és mindent elkövet, hogy meghiúsítsa a bulit. |     |                                                                                             |                              |                                                                                                |                      |
| 20. | 7.  | Kemping / Csókolj meg, külföldi vagyok (Hut Sut Raw / Kiss Me I'm Foreign)                  | George Chialtas, Alan Smart  | Tim Hill & Joe Murray, George Maestri & Martin Olson                                           | 1994. december 4.    |
| Rocko, Melák, és Filburt túrázni indulnak a hegyekbe. Ott azonban csak elpuhult városlakókra lelnek, így Rocko javaslatára mélyebben bemerészkednek az erdőbe. Egy félreértés miatt ki akarják utasítani Rockót az Államokból, azonban hirtelen kitalálják, hogy Filburt legyen a házastársa. Ezt a szerepet addig kellene játszaniuk, míg az iratok nem készülnek el, azonban Filburt túlságosan komolyan veszi.                                                 |     |                                                                                             |                              |                                                                                                |                      |
| 21. | 8.  | Hajókirándulás (Cruisin')                                                                   | Pete Michels & Howy Parkins  | Vince Calandra & Martin Olson                                                                  | 1995. január 1.      |
| Rocko és Melák elkísérik Melák nagyapját egy öregeknek szóló hajóútra. Az események váratlan fordulatot vesznek, amikor a Bermuda-háromszögbe sodródva egy időviharban az öregek megfiatalodnak, Rockóék pedig megöregednek. |     |                                                                                             |                              |                                                                                                |                      |
| 22. | 9.  | Szaporodási ösztön / Uniformisban (Born to Spawn / Uniform Behaviour)                       | Alan Smart, George Chialtas  | Martin Olson                                                                                   | 1995. január 22.     |
| A bolygók együttállása miatt Filburtre rátör a szaporodási ösztön, mely arra készteti, hogy jusson vissza Tekhonszültére. Ő azonban nem szeretne felnőni, és kéri barátait, ne hagyják, hogy elmenjen, bármit is tesz vagy mond. Azonban a természet szava erősebb. Melák összetöri a családi autót, és hogy a javításra pénzt keressen, munkát vállal. Biztonsági őr lesz a Conglom-O-nál, azonban a munkáját túl komolyan veszi.                                |     |                                                                                             |                              |                                                                                                |                      |
| 23. | 10. | Haj-sza / A döntő dobás (Hair Licked / Gutter Balls)                                        | John McIntyre, Howy Parkins  | Tim Hill, Martin Olson & George Maestri, Carlos Alazraqui, Tim Hill, Martin Olson & Joe Murray | 1995. március 5.     |
| Rockót jelölik a Hónap dolgozója címre. Ennek okán szerepelhetne a képe az újságban. Sajnos nincs róla normális fotó, ezért Filburttel csináltatna párat. Azonban a nagy napon elalussza a haját. Nagyfejű Ed, egy fiatalkori malőrje miatt, minden erejével azon van, hogy a női bowlingcsapattal kupát nyerjen. Mivel az ellenfelük feladja, de kötelező kiállniuk valakikkel, ezért Ed Rockóékból szervez egy csapatot, hogy nyerhessenek ellenük.             |     |                                                                                             |                              |                                                                                                |                      |
| 24. | 11. | Romfüggők / A légy napja (Junk Junkies / Day of the Flecko)                                 | Alan Smart, George Chialtas  | Tim Hill & Joe Murray, Martin Olson                                                            | 1995. február 12.    |
| Rockóék 500 dollárral tartoznak a pizzásoknak, amit még aznap meg kéne adniuk. Hogy előteremtsék a pénzt, garázsvásárt tartanak. Rocko túrára indulna Melákkal, de Mr. Szmötyi egész éjszakára benn tartja az irodában. Lefárad, és hajnaltájt próbál elaludni. Ám ebben Flecko, a légy is megakadályozza. |     |                                                                                             |                              |                                                                                                |                      |
| 25. | 12. | Hógolyók / A béke legjobb barátja (Snowballs / Frog's Best Friend)                          | Howy Parkins, Robert Hughes  | Tim Hill & George Maestri                                                                      | 1995. február 26.    |
| Rockót megbízza Mr. Szmötyi, hogy hozza el a legújabb Böszömmanus-képregényeket a hegyeken túlról. Magával viszi Melákot is. A hegyekben lavinaomlás történik, így kénytelenek meglátogatni a Fagyos-hegy síparadicsomot, ahol minden csak 5 dollár (pontosabban mindennek 5 dollár az ára). Earl megszökik a laboratóriumból, és Nagyfejű Edet terrorizálja. Bev viszont megsajnálja az állatot, és befogadja.                                                   |     |                                                                                             |                              |                                                                                                |                      |
| 26. | 13. | Nem jó kicsinek lenni / Szemproblémák (Short Story / Eyes Capades)                          | Alan Smart, George Chialtas  | Tim Hill, Joe Murray & Jeff Myers, Tim Hill & Andy Houts                                       | 1995. március 12.    |
| Rockónak elege lesz abból, hogy olyan kicsi. Véletlenül balesetet okoz, és míg eszméletlenül fekszik, furákat álmodik a magasságával kapcsolatban. Rocko az országos légkalapács-versenyre készül, de kiderül róla, hogy rossz a szeme, és így bajosan indulhatna a versenyen. A szemorvos szemüveget ajánl, ám így sem egyszerű az élet. |     |                                                                                             |                              |                                                                                                |                      |

## Harmadik évad (1995)
|  | Alább a cselekmény részletei következnek! |

| Sor. | Év. | Cím                                                                                  | Rendező                                  | Író                                                        | Premier            |
| --- | --- | ------------------------------------------------------------------------------------ | ---------------------------------------- | ---------------------------------------------------------- | ------------------ |
| 27. | 1.  | Isten veled, kismadár / A végzet böffenése (Bye, Bye Birdie / Belch of Destiny)      | Alan Smart, Howy Parkins                 | George Maestri, Martin Olson                               | 1995. október 22.  |
| Filburtöt beutalják a kórházba, hogy kivizsgálhassák. Addig is Rockóra és Melákra bízza a madarát, Tirdyt, aki szinte azonnal megdöglik. Filburt és Melák cserkészcsapat tagjaiként szeretnének eljutni egy űrtáborba. Azt azonban meg kellene nyerni. Melák is fellép, egy böfögős számmal, ami mindenkinek tetszik, csak az apjának nem. |     |                                                                                      |                                          |                                                            |                    |
| 28. | 2.  | Kávé / Kolbászfejűek (The Emperor's New Joe / Schnit-heads)                          | Robert Hughes, George Chialtas           | George Maestri, Stephen Hillenburg & Mark O'Hare, Tim Hill | 1995. október 29.  |
| Egy új kávézó nyílik, amit a Kaméleon testvérek üzemeltetnek. Megkínálják Rockót egy kávéval, aminek förtelmes íze van. Rocko meg is mondja, hogy szerinte ez nem kávé. A Kaméleon testvérek erre előadják a kávé bizarr történetét. Melákot beszervezi köreibe egy kolbászokat áruló gyorsétterem. Előrefelé halad a ranglétrán, de mint kiderül, a szektából kiszállni már nem lehet. |     |                                                                                      |                                          |                                                            |                    |
| 29. | 3.  | Lidérces Halloween / Ed meghalt (Sugar Frosted Frights / Ed is Dead: A Thriller!)    | Alan Smart, Howy Parkins                 | Martin Olson, Tim Hill                                     | 1995. október 31.  |
| Rocko és Melák magukkal viszik a félős Filburtöt cukorkagyűjtő útjukra. Azonban ott kísért felettük az ugráló lidérc és Őrült Gréti Néni figyelmeztetése: Filburt nem ehet cukrot. Rocko különös árnyékokat lát a szomszédjában. Úgy fest számára, mintha Bev megölte volna a férjét, Nagyfejű urat. És csakugyan, Ed eltűnt a környékről. |     |                                                                                      |                                          |                                                            |                    |
| 30. | 4.  | Horgászat / Kamera előtt szégyenlős (Fish-N-Chumps / Camera Shy)                     | Robert Hughes, George Chialtas           | Tim Hill, Stephen Hillenburg & Mark O'Hare                 | 1995. november 12. |
| Rocko, Melák, és Filburt horgászni indulnak a tengerre. Filburt az új óráját mutogatja mindenkinek. A tengeren rejtélyes dolgok történnek velük: úgy fest, mintha rájuk horgászna valaki. Rocko házi videót készít a szüleinek. Melákék titokban felveszik, ahogy Rocko éjjel meztelenül tejet iszik. Így adják oda a Kaméleon testvéreknek az anyagot, hogy vágják meg, ők azonban művészfilmet készítenek belőle. |     |                                                                                      |                                          |                                                            |                    |
| 31. | 5.  | Orr / Öreg béka nem vén béka (Nothing to Sneeze At / Old Fogey Froggy)               | Robert Hughes, George Chialtas           | Tim Hill & George Maestri                                  | 1995. december 2.  |
| Nagyfejű Bev egy fertőzött légytől beteg lesz. Kórházba viszik, ahol tévedésből orrot varrnak fel neki. Az illatokat igencsak élvezi, de megrökönyödik, amikor rájön, hogy férje, Ed, rettenetesen büdös. Nagyfejű Ed előléptetésre számít a cégénél, de ott azt mondják neki, hogy túl öreg. Ettől elszomorodik, és mindent megtesz, hogy fiatalosnak látszódjék. |     |                                                                                      |                                          |                                                            |                    |
| 32. | 6.  | Autószerelés / Rocko boldog férgei (Manic Mechanic / Rocko's Happy Vermin)           | Howy Parkins / Alan Smart                | Tim Hill, George Maestri & Carlos Alazraqui                | 1995. december 3.  |
| Rocko kocsija elromlik. Az autószerelők kinevetik az ócska járművet, így Rocko, Melák, és Filburt egyedül vágnak neki a javításnak. Nagyfejű úr csemegéi, a bogarak Flecko segítségével megszöknek, és átköltöznek Rockóhoz, mivel ő nem bántja őket. |     |                                                                                      |                                          |                                                            |                    |
| 33. | 7.  | Párizs / Kövér mezők (I See London, I See France / The Fat Lands)                    | Alan Smart, Howy Parkins                 | Joe Murray, Tim Hill & George Maestri, Martin Olson        | 1996. február 25.  |
| Rocko és Melák Franciaországba utaznak városnézésre. A buszvezető azonban nem hajlandó megmutatni az érdekes építményeket. Rocko bosszúból megszökik a csoporttól, időközben pedig szerelmes is lesz. Melák pedig követi. Szafi rettenetesen elhízik, ezért zsírleszívásra kell vinni. Bolha és Gyűrűs azonban vígan élnek, a háj ugyanis új, ismeretlen területeket jelent a kutyán. |     |                                                                                      |                                          |                                                            |                    |
| 34. | 8.  | Szerencsesütik / Budi-dili (Fortune Cookie / Dear John)                              | George Chialtas, Robert Hughes           | Tim Hill, Stephen Hillenburg & Mark O'Hare                 | 1995. december 17. |
| Filburt lesz a Sors Kegyeltje, így részt vehet egy nyereményjátékon. Azonban egy szerencsesütiben talált jóslat miatt hirtelen elkezdi kísérteni őt a balszerencse. Egy kormányzati műhold csapódik Rocko konyhájába. Mivel Rocko bulit tartana, sürgősen rendbe kell szedni a házat, ezért elmennek a helyi lakberendezési bemutatóra. |     |                                                                                      |                                          |                                                            |                    |
| 35. | 9.  | Beszélőviszonyok / Foggal-körömmel (Speaking Terms / Tooth and Nail)                 | Howy Parkins, Alan Smart                 | Tim Hill, Martin Olson                                     | 1995. december 31. |
| Rocko és Melák egy talkshow-ba kerülnek, ugyanis egy születésnapi ajándék miatt rettenetesen összevesztek, és utálják egymást. Rockóról kiderül, hogy rágja a körmét, és képtelen abbahagyni. A Kaméleon testvérektől szerez egy ingyenes gyógymódot, ami viszont rendkívül furcsa. |     |                                                                                      |                                          |                                                            |                    |
| 36. | 10. | Az Ostobaság Völgye (Wacky Delly)                                                    | Alan Smart & Howy Parkins                | Joe Murray & Martin Olson                                  | 1996. január 21.   |
| Nagyfejű Ralph befejezi a Hájfejűéket, viszont a szerződése szerint tartozik még egy sorozattal. Otthon Melákék igyekeznek ötleteket adni, de azok olyan bugyuták, hogy Filburt szerint felbontanák Ralph szerződését. Ralph viszont pont ezt akarja, így szerződteti őket, hogy csináljanak egy új sorozatot. Az Ostobaság Völgye névre hallgató produkció azonban teljes siker. |     |                                                                                      |                                          |                                                            |                    |
| 37. | 11. | A nagy kérdés / A nagy válasz (The Big Question / The Big Answer)                    | George Chialtas, Robert Hughes           | Tim Hill & Martin Olson                                    | 1996. január 28.   |
| Filburt szeretné megkérni Dr. Hutchinson kezét. Ő azonban egész nap egy Tigris nevű alakkal van, és az osztálytalálkozójukra is együtt mennek el. Filburt már-már feladná, de Rockóék bátorítják, hogy kérje meg a kezét. Mint kiderül, nem is alaptalanul: Tigris éppen hogy segítette a doktornőt a döntés meghozatalában. Így hát ők ketten eljegyezhetik egymást. A következő részben tűzik ki az esküvőt, amit Hutchinson doktornő anyja ellenez, szerinte ugyanis egy macska és egy teknős nem köthet házasságot. Ráadásul a Rocko és Melák által szervezett legénybúcsú is érdekesre sikerül. |     |                                                                                      |                                          |                                                            |                    |
| 38. | 12. | Egy őzike vacsorára / Sikálj az életedért (An Elk for Heffer / Scrubbin' Down Under) | George Chialtas, Robert Hughes           | Tim Hill, George Maestri                                   | 1996. február 11.  |
| Meláknak el kell ejtenie egy őzet, hogy igazolja a farkashordához való tartozását. Ez a feladat eleve nehéz számára, de ráadásul bele is szeret a választottjába, és végül félre is érti a feladatot. Rocko kínosan készül, hogy jól mutasson egy díjátadón, ám a fogait nem mossa meg elég alaposan, és az egész város láthatja a brokkolitól zöld fogait. |     |                                                                                      |                                          |                                                            |                    |
| 39. | 13. | Takarítás / Végzetes szerkezet (Zanzibar / Fatal Contraption)                        | Robert Hughes & Howy Parkins, Alan Smart | Tim Hill & Joe Murray                                      | 1996. április 21.  |
| Musical-formában kerül bemutatásra egy takarítási akció, amelyben Rocko segítségével győzik meg a Conglom-O-t, hogy ne szennyezze a környezetet. Rocko vesz a műszaki boltban egy turmixgépet, amely azonban nem működik megfelelően, mindazonáltal lélekkel bír, és rossz néven veszi, hogy kitaszították. |     |                                                                                      |                                          |                                                            |                    |

## Negyedik évad (1996)
|  | Alább a cselekmény részletei következnek! |

| Sor. | Év. | Cím                                                                                 | Rendező                        | Író                                            | Premier            |
| --- | --- | ----------------------------------------------------------------------------------- | ------------------------------ | ---------------------------------------------- | ------------------ |
| 40. | 1.  | Jegyek / Hét tengeren keresztül (With Friends Like These / Sailing the Seven Zzz's) | Robert Hughes, George Chialtas | George Maestri                                 | 1996. július 8.    |
| Rocko nyer két jegyet egy birkózómeccsre. A másik jeggyel még nem tudja, mit kezdjen, de Rocko és Filburt egymást ölik azért, hogy az egyikük elmehessen. Nagyfejű úr egy régi gyerekkori trauma miatt minden éjjel alvajár, és kalóznak képzeli magát. Rockót is belekeveri a játékba, amikor egy térképet követel tőle minden éjszaka. |     |                                                                                     |                                |                                                |                    |
| 41. | 2.  | Tréfacsinálók / Az anyaságig (Pranksters / From Here to Maternity)                  | Robert Hughes, George Chialtas | George Maestri, Martin Olson                   | 1996. július 9.    |
| Melák április elsején mindenkivel tréfálkozik. Rocko felhívja őt, és megkéri, hogy hozza el a nagymamáját a repülőtérről, aki épp meglátogatja. Melák meg is teszi, de szöget üt a fejébe a tény, hogy a nagyi lehet, hogy maga Rocko. Filburt az apaságra készül. Ahhoz viszont, hogy a tojásokat jó melegen tarthassa, szüksége van egy méretes hátsóra. Itt jön a képbe Melák, aki pótmamaként száll be Filburt mellett a gyermekvárásba. |     |                                                                                     |                                |                                                |                    |
| 42. | 3.  | Ed jó, Rocko rossz / Ed fel (Ed Good, Rocko Bad / Teed Off)                         | Alan Smart, Robert Hughes      | George Maestri, Tim Hill                       | 1996. július 10.   |
| Megüresedik a városi síntér pozíciója. Rocko és Nagyfejű Ed is indulnak a választáson, de különböző célokkal. Ed azon van, hogy befeketítse Rockót a választók előtt. Nagyfejű úrnak golfoznia kell a főnökével. A lelkére kötik, hogy veszítenie kell, különben nagy bajba kerülhetnek. Azonban Ed meglepően jól játszik, köszönhetően Meláknak. A cselekmény nagy vonalakban alapoz a "Golfőrültek" című filmére.                          |     |                                                                                     |                                |                                                |                    |
| 43. | 4.  | Kiképzés / Meseszövők (Wimp on the Barby / Yarnbenders)                             | George Chialtas, Howy Parkins  | Martin Olson, Tim Hill                         | 1996. július 11.   |
| Felbukkan a városban Dingó, Rocko régi ellenfele. Mivel tartanak tőle, hogy elpáholja Rockót, Filburt és Melák harci tréninget csinálnak a számára. Filburt beteg lesz, és Rocko meg Melák olvasnak fel neki mesét, a maguk érdekes megfogalmazásában. |     |                                                                                     |                                |                                                |                    |
| 44. | 5.  | Mama kedvence / Kitartó kísértet (Mama's Boy / Feisty Geist)                        | George Chialtas, Robert Hughes | George Maestri, Tim Hill                       | 1996. július 12.   |
| Melák megunja, hogy mindenki mama pici fiának tekinti, és elköltözik otthonról. A Csocsi Csirke nevű étterem logójába költözik. Ám hamarosan beköltözik hozzá egy rakás csótány. Rocko és Melák egy jósnőhöz mennek. Egy régmúltban történt sérelem miatt Mortimer kán szelleme elkezdi üldözni Melákot. |     |                                                                                     |                                |                                                |                    |
| 45. | 6.  | Forrón csókol / Varázsfasírt (S.W.A.K. / Magic Meatball)                            | Alan Smart, Howy Parkins       | Martin Olson, Tim Hill & George Maestri        | 1996. július 15.   |
| Rocko szerelmes lesz a kenguru postáslányba, Alishába. Levelet is írt neki, ami rossz kezekbe kerül: Melákhoz, aki épp helyettesíti őt, és kötelességének érzi, hogy kivigye a levelet; annak ellenére, hogy Rocko meggondolta magát. Nagyfejű úr egy mágikus 8-as labda tanácsaira hallgatva egyre feljebb és feljebb jut a Conglom-O ranglétráján.                                                                                         |     |                                                                                     |                                |                                                |                    |
| 46. | 7.  | Titkolt bohóc / Sztárülep (Closet Clown / Seat to Stardom)                          | George Chialtas, Robert Hughes | Tim Hill & Stephen Hillenburg                  | 1996. július 16.   |
| Kiderül Nagyfejű úrról, hogy bár mást állít, de imád bohóc lenni. A főnöke javaslatára Ed, a bohóc néven lép fel gyerekzsúrokon, de erről senki sem tud. Egy véletlen esés folytán Rocko lesz egy alsónadrágot gyártó cég reklámarca. Ez azonban megrontja kapcsolatát Melákkal. |     |                                                                                     |                                |                                                |                    |
| 47. | 8.  | Földönkívüliek / Légyburger (The High Five of Doom / Fly Burgers)                   | Pete Michels, Howy Parkins     | Martin Olson, George Maestri                   | 1996. július 17.   |
| Melák és Rocko véletlenül beleolvasnak Filburt naplójába. A tartalma és néhány különös egybeesés miatt kezdik azt hinni, hogy Filburt egy földönkívüli, aki világuralomra tör. Rockót hússütés közben zaklatja Flecko, aki ezért leüti a spatulájával. Bár semmi baja, Flecko mégis feljelenti, és a bíró arra ítéli Rockót, hogy egy napig éljen légyként.                                                                                  |     |                                                                                     |                                |                                                |                    |
| 48. | 9.  | Melák a kosárban / Egy görkoris wallaby (Heff in a Handbasket / Wallaby on Wheels)  | Alan Smart, Howy Parkins       | Martin Olson & Stephen Hillenburg, Tim Hill    | 1996. július 18.   |
| Őszibaracknak lelkeket kell szereznie a pokolba. Áldozatnak Melákot nézte ki, akit egy ál-TV-műsorban szerepeltet. Melák produkciója azonban közel sem olyan, mint várta. Rocko szerelmes lesz egy Sheila nevű lányba. A lány tud görkorizni, Rocko viszont nem. Így Melák lesz a tanítómestere. |     |                                                                                     |                                |                                                |                    |
| 49. | 10. | Csengőbetyárok / Parókás madarak (Dumbells / Rug Birds)                             | Robert Hughes, George Chialtas | George Maestri & Tim Hill, Stephen Hillenburg, | 1996. július 19.   |
| Filburt és Melák becsengetőset játszanak. Rászedik Rockót is, hogy csengessen, ennek viszont káros következményei lesznek. Rocko elkíséri Filburtöt egy madárnéző túrára, ahol is szeretné megszerezni egy sas parókáját a gyűjteményébe. |     |                                                                                     |                                |                                                |                    |
| 50. | 11. | Hipnotizálás / Farkas asszonyság vezet (Hypno-Puppy Luv / Driving Mrs. Wolfe)       | Howy Parkins, Alan Smart       | Martin Olson, Veronica Alicino                 | 1996. október 8.   |
| Melák hipnotizálja Rockót, aki ennek hatására azt képzeli magáról, hogy ő egy kutya. De ami még nagyobb baj, megszökik, és Nagyfejűné talál rá, aki pudliként kezeli. Melák apja nem engedi, hogy az új családi autót bárki vezesse rajta kívül. A felesége, Virginia viszont szeretné, és Rockót kéri meg, hogy tanítsa őt vezetni. |     |                                                                                     |                                |                                                |                    |
| 51. | 12. | Emlékek / Utazás a jövőbe (Put to Pasture / Future Schlock)                         | George Chialtas, Robert Hughes | Tim Hill & Stephen Hillenburg                  | 1996. október 10.  |
| Melák túl sok legelőfüvet eszik, és emiatt kórházba kerül. Ismerősei összegyűlnek a betegágya felett, és elmesélik, hogyan ismerték meg őt. A jövőben Filburt gyerekei találnak egy banánt Rocko rég elhagyott házában. Apjukhoz viszik, aki egy érdekes történetet mesél el a gyümölcsről. |     |                                                                                     |                                |                                                |                    |
| 52. | 13. | Mi legyen a pulykákkal? / Zavaros ősapák (Turkey Time / Floundering Fathers)        | Alan Smart, Howy Parkins       | Tim Hill, George Maestri & Stephen Hillenburg  | 1996. november 24. |
| Rocko hálaadás napján akaratán kívül pulykákat rejteget a házában. Az éhes városlakók viszont egyetlen példányhoz sem tudnak hozzájutni. A város napján Nagyfejű Ed, a nagymarsall, nem engedi a parádén elindulni Rockóékat. Ennek hatására parázs vita alakul ki arról, kinek az ősei alapították a várost. |     |                                                                                     |                                |                                                |                    |

## Különkiadás
| Sor. | Év. | Cím                        | Rendező                    | Író                                    | Premier            |
| --- | --- | -------------------------- | -------------------------- | -------------------------------------- | ------------------ |
| 53. | 1.  | Ragaszkodás (Static Cling) | Joe Murray, Cosmo Serguson | Mr. Lawrence, Joe Murray, Martin Olson | 2019. augusztus 9. |
| Rocko, Melák, és Filburt egy távirányító segítségével visszajutnak a Földre, miközben akaratukon kívül tönkreteszik Nagyfejű Ed számításait, s emiatt a Conglom-O csődbe megy. Rocko nehezen tud beilleszkedni a XXI. század világába, és a kedvenc sorozatát, a Hájfejűéket hiányolja. Ő és Ed együtt kitalálják, hogy megkeresik a régóta eltűnt Ralph-ot, hogy készítse el a Hájfejűék különkiadását, melynek bevételeiből megmenekülhet a cég, és Rocko is új epizódot láthatna. |     |                            |                            |                                        |                    |

## Fordítás
- Ez a szócikk részben vagy egészben  a   List of Rocko episodes című angol Wikipédia-szócikk ezen változatának fordításán alapul.  Az eredeti cikk szerkesztőit annak laptörténete sorolja fel. Ez a jelzés csupán a megfogalmazás eredetét és a szerzői jogokat jelzi, nem szolgál a cikkben szereplő információk forrásmegjelöléseként.